# Christian Hermann Weisse
 Der er for få eller ingen kildehenvisninger i denne artikel, hvilket er et problem. Du kan hjælpe ved at angive troværdige kilder til de påstande, som fremføres i artiklen.

Christian Hermann Weisse (10. august 1801 — 19. september 1866) var en tysk filosof, søn af Christian Ernst Weisse, sønnesøn af Christian Felix Weisse.
Wessie, som var professor i Leipzig,
skrev en lang række værker, hvoraf
fremhæves: »System der Aesthetik« (1830), »Grundzüge
der Metaphysik« (1835), »Philosophische
Dogmatik« (1855—62); han udgik fra Hegel, men
fjernede sig stedse mere fra den dialektiske
Metode, idet han hævdede, at den logiske
Nødvendighed kun fører til skematisk Opstilling
af det mulige, medens Virkeligheden
forudsætter Frembringelse og dermed Begrebet Frihed.
Saaledes har Gud ved en Frihedsakt, kun
begrænset af de logisk-matematiske Love for det
mulige, Tal, Tid og Rum, skabt en Verden og
deri menneskelige Væsener, der ogsaa har
Frihed til at handle, hvorfor al Erkendelse beror
paa Erfaring og ingen Virkelighed lader sig
konstruere; denne skabte Verden modsætter sig
i Kraft af Friheden sin Skaber, men Kampen
ender med en Forsoning til et Guds Rige i
kristelig Forstand. Gennem denne spekulative
Theisme førtes W. over til teologisk Forskning,
hvortil han ogsaa har ydet betydningsfulde
Bidrag, navnlig som en af de første Talsmænd
for Markus-Hypotesen. Særlig bekendt er W.'s
Æstetik, hvor ogsaa Begrebet Frihed spiller en
stor Rolle, i Fantasiens frie, skabende
Udfoldelse; navnlig i senere Tid, da den Hegelske
Metode er overvunden, er W.s æstetiske
Betragtninger ofte dybe og åndrige.